# Šúr
Das Nationale Naturreservat Šúr (slowakisch Národná prírodná rezervácia, NPR, auch Jurský Šúr genannt), deutsch St. Georger Schur, ist ein Natura 2000 Gebiet und ein Feuchtgebiet nach der Ramsar-Konvention im Westen der Slowakei in den Gemeindegebieten von Svätý Jur und Chorvátsky Grob, nordöstlich der slowakischen Hauptstadt Bratislava.

## Historie
Šúr ist seit 1952 als Nationales Naturreservat ausgewiesen, mit einer Kernfläche von 655 ha und einer Schutzzone von 145 ha in der die nationalen Schutzstufen 3, 4 und 5 (vollständiger Schutz mit Betretungsverbot) gelten. Das Naturreservat ist in die Verwaltung des Landschaftsschutzgebietes Malé Karpaty einbezogen.
Im Juni 2009 wurde das Gebiet mit einer Fläche von 433,712 ha unter der Gebietsnummer SKUEV0279 als Natura 2000 Schutzgebiet gemäß der Richtlinie 92/43/EWG deklariert.
Šúr war eines der ersten drei Gebiete in der Slowakei (Deklaration durch die Tschechoslowakei) das in die Liste der international bedeutenden Feuchtgebiete der Ramsar-Konvention aufgenommen wurde. Am 2. Juli 1990 wurde der Status als Ramsar-Schutzgebiet unter der Nummer 498 und einer Gesamtfläche von 1137 ha deklariert. Insgesamt bestehen im Jahr 2023 vierzehn Ramsar-Schutzgebiete die streng geschützt sind.

## Beschreibung
Das Naturreservat liegt zwischen den Kleinen Karpaten und der Donauebene in der sich Senken durch tektonische Bewegungen gebildet haben die das aus den Kleinen Karpaten abfließende Wasser sammeln und aufstauen. Der undurchlässige Boden besteht aus Tonen, Tonlehm oder Tonkies und fördert die Entstehung von periodischen Feuchtgebieten, wobei die maximale Wasserhöhe in den Frühlingsmonaten erreicht wird.
In Folge der teilweisen Entwässerung durch den Bau des Šúr-Kanals in den Jahren von 1941 bis 1943 ist der Wasserhaushalt gestört und in niederschlagsarmen Jahren besteht in den Lebensräumen eine Wasserknappheit. Das Kerngebiet im Naturreservat wird von einem Bestand aus Moorerlenwald der den letzten erhaltenen Teil der sogenannten „Šúrs“, sumpfigen Waldbereichen im Gebiet zwischen Bratislava, Modra und Bernolákovo die in historischer Zeit zerstört wurden, darstellt.
Im westlichen Teilbereich verläuft das Bachbett des Fanglovský potok bis zur Mündung in den Šúr-Kanal bei Svätý Jur wo einige Gebäude des ehemaligen Militärlagers erhalten geblieben sind. Der südliche Teil des Schutzgebietes ist ein lichter Eichen-Ulmen-Wald der „Pannonischer Hain“ genannt wird und in dem eine seltene xerotherme Vegetation vorzufinden ist. Auf den Restflächen der ehemaligen Viehweiden sind durch die Austrocknung und den dadurch im Boden angestiegenen Salzgehalt große Salzwiesen entstanden.

## Flora
Durch den unterschiedlichen Aufbau und die Zusammensetzung der Böden im Schutzgebiet und der unterschiedlichen Bedingungen von nassen bis feuchten über trockene und extensiv landwirtschaftlich genutzte Flächen konnte sich eine große Anzahl an Pflanzenarten ansiedeln. Beispielhaft sind einige Pflanzenarten genannt die in den Lebensräumen vorkommen können und bei Untersuchungen bestimmt wurden.
Die Kurzköpfige Kratzdistel (Cirsium brachycephalum), der Salzsteppen-Wermut (Artemisia santonicum), der Goldbart (Chrysopogon gryllus), das Fleischfarbene Knabenkraut (Dactylorhiza incarnata), der Kammfarn (Dryopteris cristata), der Flachblatt-Mannstreu (Eryngium planum), die Grau-Aster (Galatella cana), der Lungen-Enzian (Gentiana pneumonanthe), das Knopfbinsen-Sumpfgras (Sporobolus schoenoides), das Fuchsschwanz-Sumpfgras (Sporobolus alopecuroides), die Bodden-Binse (Juncus gerardii), die Sumpf-Platterbse (Lathyrus palustris), die Ungarische Platterbse (Lathyrus pannonicus), die Spätblühende Margerite (Leucanthemella serotina), die Sommer-Knotenblume (Leucojum aestivum), die Kronen-Lichtnelke (Silene coronaria), der Hohe Steinklee (Melilotus altissimus), das Bach-Quellkraut (Montia fontana), das Kleine Knabenkraut (Anacamptis morio), das Sumpf-Knabenkraut (Anacamptis palustris), der Strand-Wegerich (Plantago maritima), Podospermum canum, die Geflügelte Braunwurz (Scrophularia umbrosa), das Sumpf-Greiskraut (Jacobaea paludosa), die Gelbe Wiesenraute (Thalictrum flavum), die Strand-Aster (Tripolium pannonicum) und die Röhricht-Brennnessel (Urtica kioviensis).

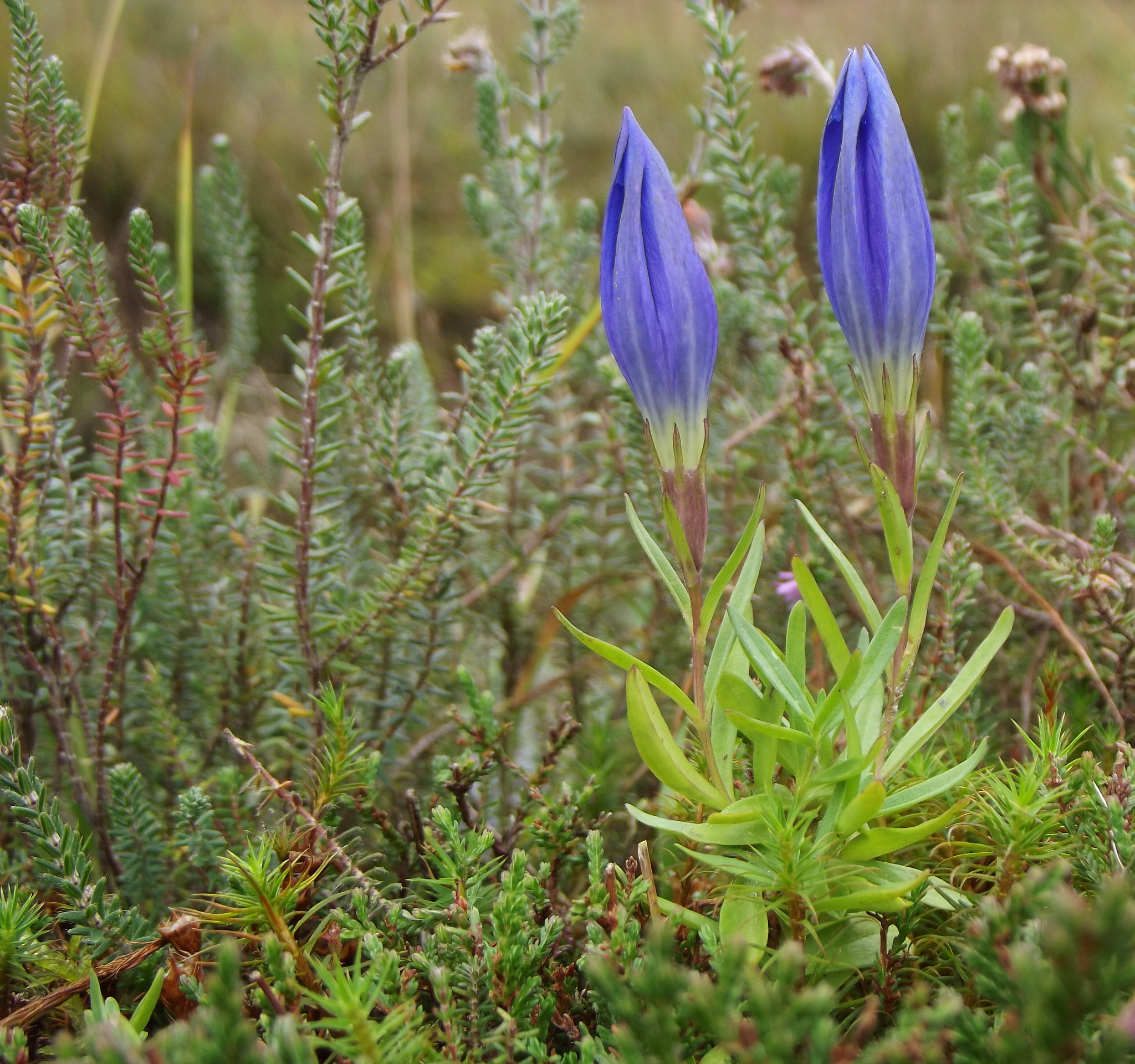
Lungen-Enzian (Beispielfoto)
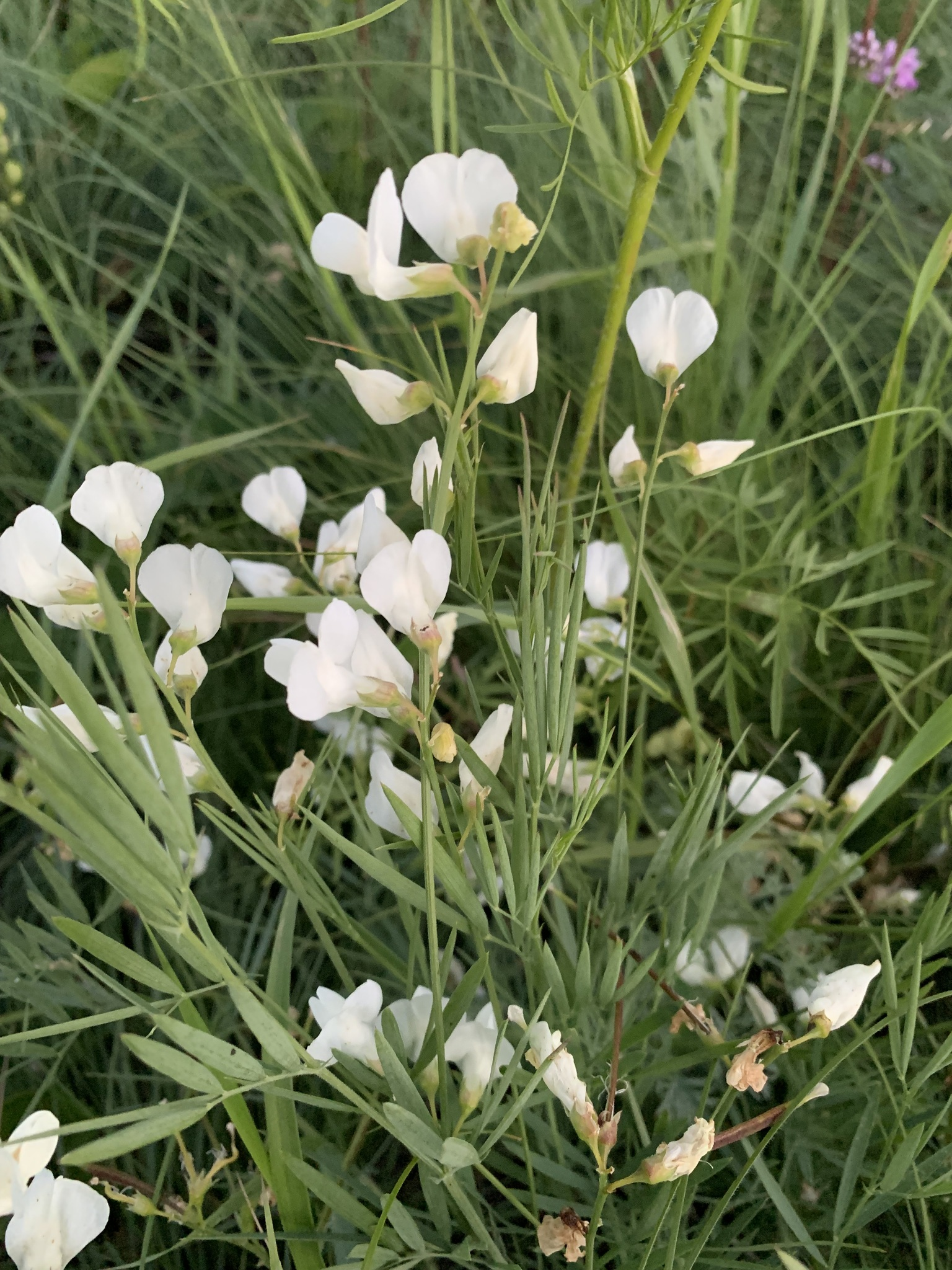
Ungarische Platterbse (Beispielfoto)

## Fauna
Die periodischen Überschwemmungen des Erlenwaldes schaffen besondere Lebensräume für die wirbellosen Wassertiere zum Beispiel seltene und gefährdete Wasserschnecken oder Krebstierarten wie Schildfische und Garnelen. In den Frühlingsmonaten sind die Wasserflächen ein wichtiger Brutplatz für Amphibien. Aufgrund der Vielfalt der Lebensräume im Naturreservat Šúr ist die Fauna dieses Gebietes sehr artenreich. Unter anderem wurden die folgenden Tierarten beobachtet.
Die Rotbauchunke (Bombina bombina), der Donau-Kammmolch (Triturus dobrogicus), der Europäische Biber (Castor fiber), die Nordische Wühlmaus (Microtus oeconomus), der Große Eichenbock (Cerambyx cerdo), der Veilchenblaue Wurzelhalsschnellkäfer (Limoniscus violaceus), der Hirschkäfer (Lucanus cervus), der Große Feuerfalter (Lycaena dispari), der Ungleiche Furchenwalzkäfer (Rhysodes sulcatus), die Wechselkröte (Bufotes viridis), die Schlingnatter (Coronella austriaca), die Äskulapnatter (Zamenis longissimus), der Europäische Laubfrosch (Hyla arborea), die Zauneidechse (Lacerta agilis), die Haselmaus (Muscardinus avellanarius), die Wasserfledermaus (Myotis daubentonii), die Würfelnatter (Natrix tessellata), der Große Abendsegler (Nyctalus noctula), die Knoblauchkröte (Pelobates fuscus), die Rauhautfledermaus (Pipistrellus nathusii), der Moorfrosch (Rana arvalis) und der Springfrosch (Rana dalmatina).

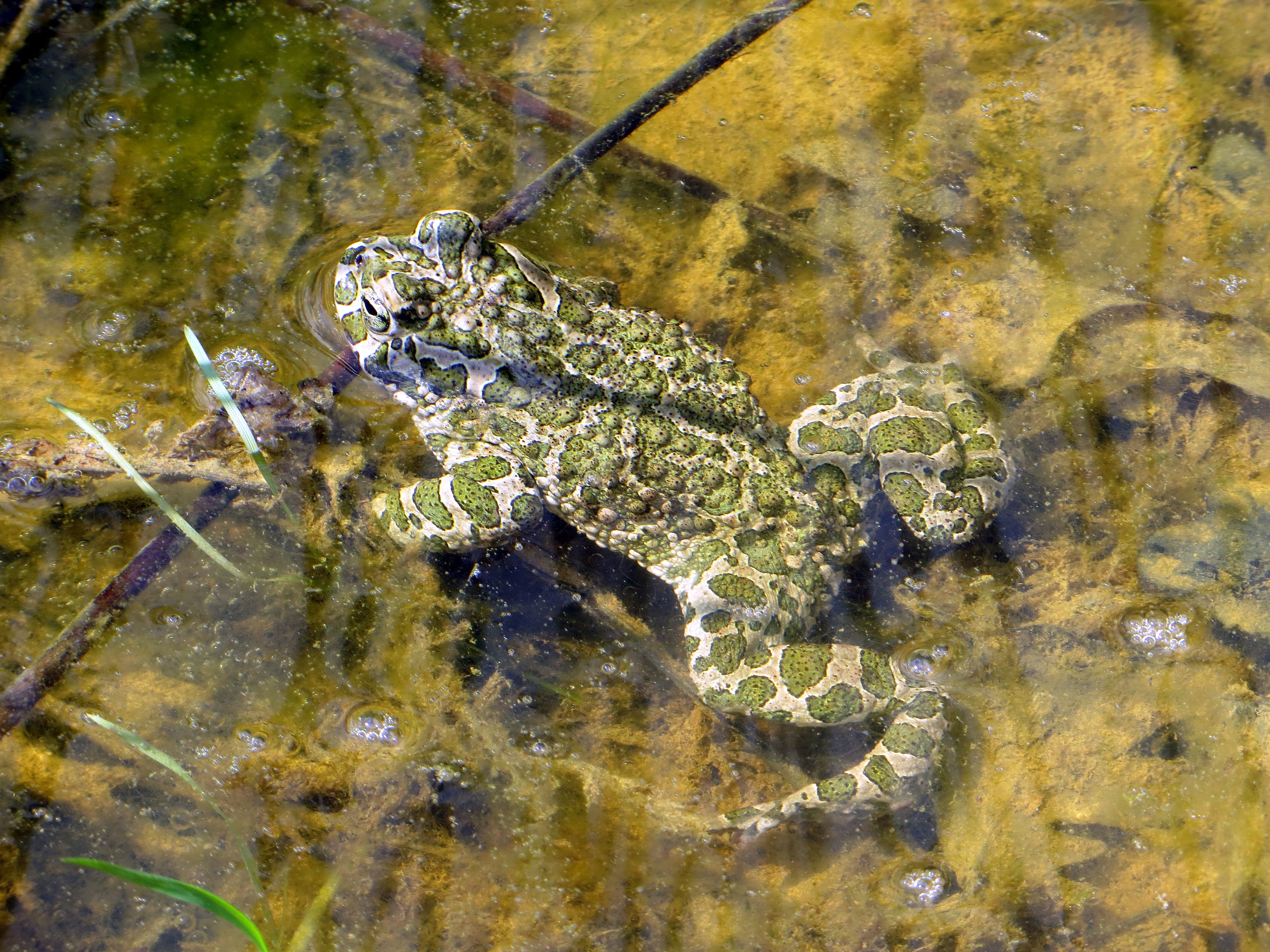
Wechselkröte (Beispielfoto)
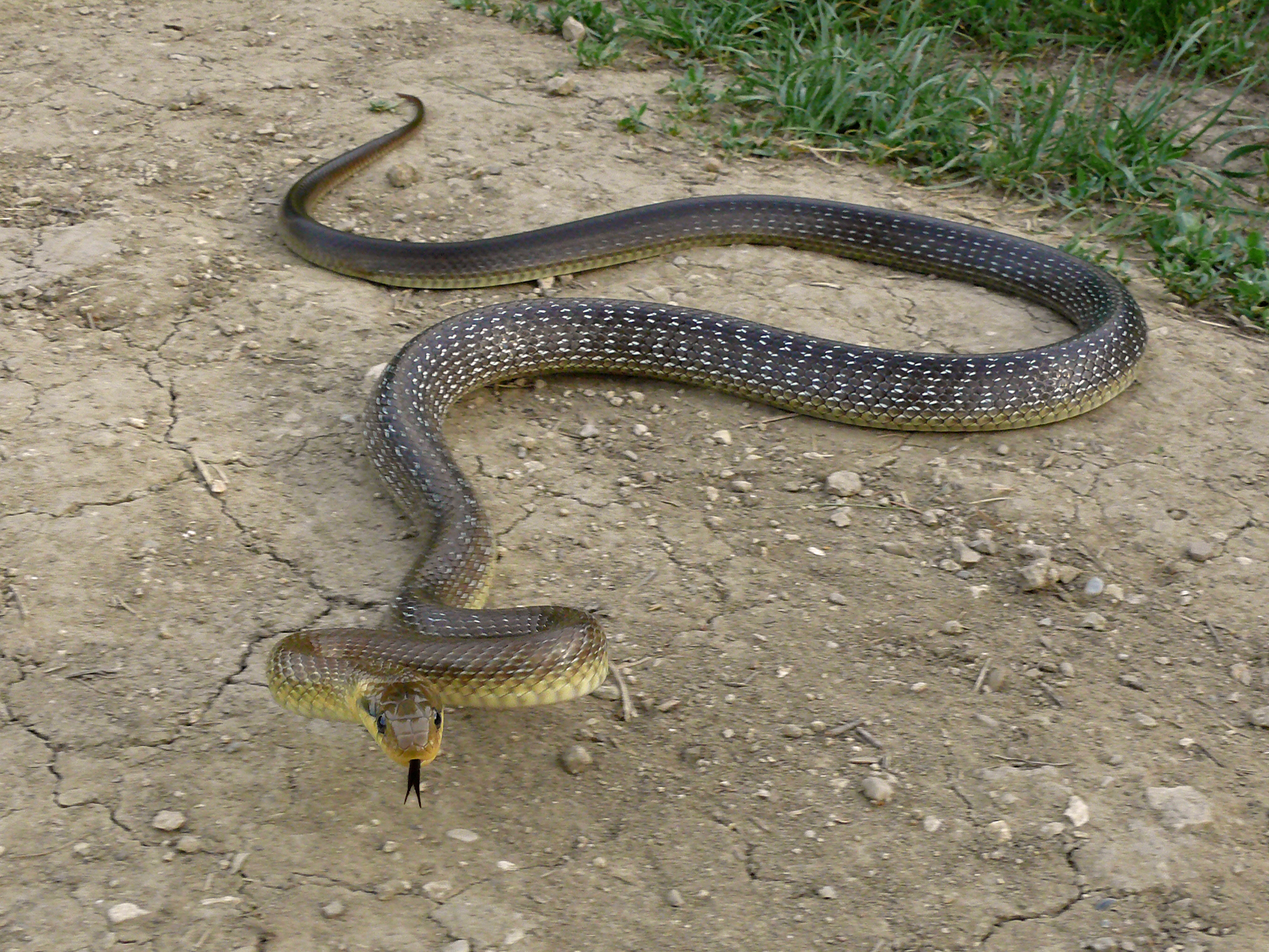
Äskulapnatter (Beispielfoto)